# Heterosmilax japonica
Heterosmilax japonica är en enhjärtbladig växtart som beskrevs av Carl Sigismund Kunth. Heterosmilax japonica ingår i släktet Heterosmilax och familjen Smilacaceae. Inga underarter finns listade.